# Carlo Villano
Carlo Villano (ur. 25 sierpnia 1969 w Aversie) – włoski duchowny katolicki, biskup pomocniczy diecezji Pozzuoli w latach 2021–2023, biskup Ischia i Pozzuoli od 2023.

## Życiorys

### Prezbiterat
Święcenia kapłańskie otrzymał 29 czerwca 1995 i został inkardynowany do diecezji Aversa. Pracował głównie jako duszpasterz parafialny, był też m.in. wikariuszem biskupim ds. dzieł miłosierdzia, a także dyrektorem międzydiecezjalnego instytutu nauk religijnych.

### Episkopat
3 lipca 2021 papież Franciszek mianował go biskupem pomocniczym diecezji Pozzuoli, ze stolicą tytularną Sorres. Sakry udzielił mu 19 września 2021 biskup Gennaro Pascarella.
20 czerwca 2023 papież Franciszek mianował go biskupem ordynariuszem dwóch diecezji złączonych w unii in persona episcopi: Ischia i Pozzuoli.